# Margrit Barth
Margrit Barth (* 15. Mai 1944 in Stettin) ist eine deutsche Politikerin (SED,  PDS, Die Linke) und war 1995 bis 2011 Mitglied des Abgeordnetenhauses von Berlin. 1995 wurde sie als Jugendstadträtin wegen verschwiegener Stasikontakte entlassen. Sie war kinder- und jugendpolitische Sprecherin der Linksfraktion.

## Leben und Beruf
Bis 1960 besuchte Margrit Barth die Polytechnische Oberschule und absolvierte von 1960 bis 1963 ein Studium zur Unterstufenlehrerin. 1973 erlangte sie den Abschluss als Diplom-Lehrerin für Mathematik. In den Jahren 1975 bis 1978 war Barth an der Akademie der Pädagogischen Wissenschaften tätig und promovierte im Bereich Pädagogik. Vor ihrer politischen Laufbahn arbeitete sie als Lehrerin, Schulleiterin und Wissenschaftlerin.
Barth ist verheiratet, hat zwei erwachsene Kinder und zwei Enkelkinder.

## Politik
Von 1975 bis 1989 war Barth Mitglied der SED. 1994 trat sie der PDS bei, seit 2007 Partei Die Linke. Von 1992 bis 1995 war Margrit Barth Bezirksstadträtin für Jugend, Familie und Kultur im Bezirk Marzahn. Als Jugendstadträtin wurde sie 1995 entlassen, weil sie 1992 eine Erklärung abgegeben hatte, nach der sie nicht für die DDR-Staatssicherheit gearbeitet hätte, sich aber 1994 eine Verpflichtungserklärung fand. Ihre Entlassung wurde 2000 durch ein Gericht bestätigt. Sie klagte gegen diese Entscheidung. Von 1995 bis 2011 war sie im Wahlkreis Marzahn-Hellersdorf 2 direkt gewählte Abgeordnete des Berliner Abgeordnetenhauses. Barth war Mitglied in den Ausschüssen Bildung, Jugend und Familie, des Petitionsausschusses und Mitglied des Landesjugendhilfeausschusses.